# Talbot 10/23 HP
La 10/23 HP era un'autovettura di fascia medio-bassa prodotta dalla casa anglo-francese Talbot.

## Profilo
La 10/23 HP era una torpedo che venne lanciata nel 1923 per sostituire la 8/18 HP. Di quest'ultima ereditò il telaio, opportunamente rivisto, ma il motore era differente, poiché si trattava di un 4 cilindri in linea da 1075 cm³ (alesaggio e corsa: 60x95 mm).
Si trattava di uno dei primi motori con distribuzione a valvole in testa. La potenza massima era di 24 CV.
Per quanto riguardava la trasmissione, il cambio era a 3 marce e la trazione era posteriore.